# Wielersport op de Olympische Zomerspelen 2012 – Keirin mannen
Het wieleronderdeel keirin voor mannen van de Olympische Zomerspelen in 2012 vond plaats op 7 augustus 2012 in het London Velopark te Londen, Groot-Brittannië.

## Uitslagen

### Eerste ronde
| Rang | Naam                 | Land | Opmerking |
| ---- | -------------------- | ---- | --------- |
| 1    | Chris Hoy            | GBR  | Q         |
| 2    | Simon van Velthooven | NZL  | Q         |
| 3    | Juan Peralta         | ESP  | R         |
| 4    | Njisane Phillip      | TRI  | R         |
| 5    | Sergey Borisov       | RUS  | R         |
| 6    | Kazunari Watanabe    | JPN  | R         |

| Rang | Naam            | Land | Opmerking |
| ---- | --------------- | ---- | --------- |
| 1    | Maximilian Levy | GER  | Q         |
| 2    | Teun Mulder     | NED  | Q         |
| 3    | Hersony Canelón | VEN  | R         |
| 4    | Kamil Kuczynski | POL  | R         |
| 5    | Shane Perkins   | AUS  | R         |
| 6    | Zhang Miao      | CHN  | R         |

Serie 3
| Rang | Naam                          | Land | Opmerking |
| ---- | ----------------------------- | ---- | --------- |
| 1    | Mickaël Bourgain              | FRA  | Q         |
| 2    | Azizulhasni Awang             | MAS  | Q         |
| 3    | Fabian Hernando Puerta Zapata | COL  | R         |
| 4    | Joseph Veloce                 | CAN  | R         |
| 5    | Dennis Spicka                 | CZE  | R         |
| 6    | Christos Volikakis            | GRE  | R         |

### Herkansingen
| Rang | Naam               | Land | Opmerking |
| ---- | ------------------ | ---- | --------- |
| 1    | Christos Volikakis | GRE  | Q         |
| 2    | Juan Peralta       | ESP  | Q         |
| 3    | Njisane Phillip    | TRI  | Q         |
| 4    | Joseph Veloce      | CAN  |           |
| 5    | Sergey Borisov     | RUS  |           |
| 6    | Zhang Miao         | CHN  |           |

| Rang | Naam                          | Land | Opmerking |
| ---- | ----------------------------- | ---- | --------- |
| 1    | Kazunari Watanabe             | JPN  | Q         |
| 2    | Hersony Canelón               | VEN  | Q         |
| 3    | Shane Perkins                 | AUS  | Q         |
| 4    | Kamil Kuczynski               | POL  |           |
| 5    | Fabian Hernando Puerta Zapata | COL  |           |
| 6    | Dennis Spicka                 | CZE  |           |

### Halve finale
| Rang | Naam               | Land | Opmerking |
| ---- | ------------------ | ---- | --------- |
| 1    | Chris Hoy          | GBR  | Q         |
| 2    | Azizulhasni Awang  | MAS  | Q         |
| 3    | Teun Mulder        | NED  | Q         |
| 4    | Njisane Phillip    | TRI  |           |
| 5    | Juan Peralta       | ESP  |           |
| 6    | Christos Volikakis | GRE  |           |

| Rang | Naam                 | Land | Opmerking |
| ---- | -------------------- | ---- | --------- |
| 1    | Maximilian Levy      | GER  | Q         |
| 2    | Simon van Velthooven | NZL  | Q         |
| 3    | Shane Perkins        | AUS  | Q         |
| 4    | Mickaël Bourgain     | FRA  |           |
| 5    | Hersony Canelón      | VEN  |           |
| 6    | Kazunari Watanabe    | JPN  |           |

### Finale
| Rang   | Naam                 | Land |
| ------ | -------------------- | ---- |
| Goud   | Chris Hoy            | GBR  |
| Zilver | Maximilian Levy      | GER  |
| Brons  | Simon van Velthooven | NZL  |
| Brons  | Teun Mulder          | NED  |
| 5      | Shane Perkins        | AUS  |
| 6      | Azizulhasni Awang    | MAS  |

| Rang | Naam               | Land |
| ---- | ------------------ | ---- |
| 07   | Njisane Phillip    | TRI  |
| 08   | Mickaël Bourgain   | FRA  |
| 09   | Christos Volikakis | GRE  |
| 10   | Juan Peralta       | ESP  |
| 11   | Kazunari Watanabe  | JPN  |
| 12   | Hersony Canelón    | VEN  |

| Rang | Naam            | Land |
| ---- | --------------- | ---- |
| 13   | Kamil Kuczynski | POL  |
| 13   | Joseph Veloce   | CAN  |
| 15   | Sergey Borisov  | RUS  |
| 15   | Fabián Puerta   | COL  |
| 17   | Dennis Spicka   | CZE  |
| 17   | Zhang Miao      | CHN  |

2000: Florian Rousseau ·
2004: Ryan Bayley ·
2008: Chris Hoy ·
2012: Chris Hoy ·
2016: Jason Kenny ·
2020: Jason Kenny · 
2024: Harrie Lavreysen